# Ellsworth Kelly
Ellsworth Kelly (Newburgh, 31 de maio de 1923 – Spencertown, 27 de dezembro de 2015) foi um pintor, escultor e gravador associado a escola minimalista.
Filho de Allan Howe Kelly e Florence Bithens Kelly, Ellsworth era o segundo filho do casal, nascido em Newburgh, Nova York. Kelly frequentou a escola pública, onde as aulas de arte contribuíram para que ele desenvolvesse sua "imaginação artística". Embora seus pais estavam relutantes em apoiar seu desenvolvimento nas artes, um professor da escola incentivou-o a ir mais longe. Como seus pais pagariam apenas para formação técnica, Kelly estudou primeiro no Pratt Institute, no Brooklyn, de 1941 até o dia de Ano Novo de 1943, quando foi recrutado pelo Exército para combater durante a Segunda Guerra Mundial. Ele serviu com outros artistas e designers em uma unidade conhecida como The Ghost Army (o Exército Fantasma). Os soldados criaram tanques infláveis, caminhões e outros elementos de subterfúgio para enganar as forças do Eixo sobre a direção e disposição das forças aliadas.
Após o fim da guerra, Kelly estudou na Escola do Museu de Belas Artes de Boston e depois na Escola Nacional Superior de Belas Artes, em Paris, onde passará a viver em 1948. Lá ele conheceu os americanos John Cage e Merce Cunningham, experimentando-se na música e na dança, respectivamente; o artista francês surrealista Jean Arp e do escultor abstrato Constantin Brancusi, cuja simplificação das formas naturais tiveram um efeito duradouro sobre ele. Aproveitou sua permanência na Europa para conhecer as mais variadas formas de arte, não se restringindo à Paris. A aceitação de seu trabalho em Paris foi abaixo de sua expectativa, precisando procurar emprego como professor para se manter. Em 1954 retorna aos EUA, mas sua carreira será notada somente à partir de 1965, quando passa a receber convites para expor suas obras. Em 1973 teve a sua primeira retrospectiva americana, no Museu de Arte Moderna de Nova York; o segundo, em 1996, no Museu Solomon R. Guggenheim, viajou para Los Angeles, Londres e Munique. Sua primeira grande retrospectiva europeia ocorreu em 1979, no Stedelijk Museum em Amsterdã.
Em reconhecimento de sua estreita relação com a França, Kelly recebeu três prêmios por parte do governo francês: Chevalier de l'Ordre des Arts et des Lettres (Ordem das Artes e das Letras) em 1988, Chevalier de la Légion d'Honneur (Ordem Nacional da Legião de Honra) em 1993 e Commandeur des Arts et des Lettres, em 2002. Em 2013 Kelly recebeu a ''Medalha Nacional das Artes'', considerada a maior honra dos EUA para a excelência artística, do presidente Barack Obama.
Kelly morreu em 27 de dezembro de 2015, em Spencertown.

Seus trabalhos demonstram técnicas despretensioso enfatizando a simplicidade da forma, semelhante ao trabalho de John McLaughlin e Kenneth Noland. Kelly muitas vezes emprega cores brilhantes em suas pinturas e esculturas.